# Distretto di Khammam
Khammam è un distretto dell'India di 2 565 412 abitanti. Capoluogo del distretto è Khammam.

## Mandal
Amministrativamente il distretto di Khammam si divide in 4 Divisioni Tributarie e 46 comuni (in telugu mandal).
- Aswapuram
- Aswaraopeta
- Bayyaram
- Bhadrachalam
- Bonakal
- Burgampadu
- Chandrugonda
- Chintakani
- Chintoor
- Cherla
- Dammapeta
- Dummugudem
- Enkoor
- Julurpadu
- Garla
- Gundala
- Kalluru
- Karepalli
- Khammam Urbana
- Khammam Rurale
- Kusumanchi
- Konijerla
- Kothagudem
- Kukkunoor
- Kunavaram
- Madhira
- Manuguru
- Mudigonda
- Mulakalapalli
- Nelakondapalli
- Paloncha
- Penuballi
- Pinapaka
- Sathupalli
- Singareni
- Tallada
- Thallacheruvu
- Tekulapalli
- Tirumalayapalem
- V.R.Puram
- Velerupadu
- Vemsoor
- Venkatapuram
- Wazedu
- Vyra
- Yellandu
- Yerrupalem